# Skałoskakun piarżyskowy
Skałoskakun piarżyskowy (Zyzomys palatalis) – gatunek ssaka z podrodziny myszy (Murinae) w obrębie rodziny myszowatych (Muridae), występujący wyłącznie w północnej części Australii.

## Taksonomia
Gatunek po raz pierwszy zgodnie z zasadami nazewnictwa binominalnego opisał w 1989 roku australijski zoolog Darrell J. Kitchener nadając mu nazwę Zyzomys palatalis. Holotyp pochodził ze terenu rancza Wollogorang Station (17°12′00″S 137°41′00″E/-17,200000 137,683333), w Echo Gorge, na wysokości 180 m, w Terytorium Północnym, w Australii.
Autorzy Illustrated Checklist of the Mammals of the World uznają ten gatunek za monotypowy.

### Etymologia nazw łacińskich
- Zyzomys: etymologia niejasna, Thomas nie wyjaśnił znaczenia nazwy rodzajowej; być może od łac. zyzza „zygzak”; gr. μυς mus, μυος muos „mysz”[7].
- palatalis: łac. palatum „podniebienie”[8].

### Nazewnictwo zwyczajowe
W wydanej w 2015 roku przez Muzeum i Instytut Zoologii Polskiej Akademii Nauk publikacji „Polskie nazewnictwo ssaków świata” gatunkowi nadano nazwę skałoskakun piarżyskowy. W Australii zwierzę nosi angielską nazwę Carpentarian rock-rat, oraz aborygeńską nazwę Aywalirroomoo.

## Zasięg występowania
Skałoskakun piarżyskowy jest australijskim endemitem. Występuje w regionie Zatoki Karpentaria na Terytorium Północnym, przy granicy z Queenslandem (nie stwierdzono go w tym stanie). Jest znany jedynie z pięciu wąwozów w piaskowcowych wzgórzach, nie wiadomo, jak duży obszar zamieszkiwał w przeszłości. 

## Morfologia
Jest to niewielki gryzoń o sługości ciała (bez ogona) 90–150 mm, długości ogona 100–152 mm, długości ucha 17–20 mm, długości tylnej stopy 26–30 mm; osiąga masę ciała 65–160 g. Podobnie jak inne skałoskakuny jest krępej budowy, z charakterystycznie wysklepionym pyszczkiem, zaokrąglonymi uszami i wypukłymi oczami. Wierzch ciała jest szarobrązowy, spód jest biały. Ogon gryzonia jest gruby, ku końcowi zwężający się i gęściej pokryty futrem. Zwierzę odkłada w ogonie tłuszcz; ogon także łatwo odrywa się w przypadku ataku drapieżnika, umożliwiając skałoskakunowi ucieczkę.

## Tryb życia
Skałoskakun piarżyskowy zamieszkuje las monsunowy, porastający skaliste zbocza wąwozów; trzyma się piargów. Skałoskakun piarżyskowy prowadzi naziemny, nocny tryb życia, w ciągu dnia kryjąc się w szczelinach skalnych i jaskiniach. Jest spotykany przeważnie w promieniu 100 m od stałych źródeł wody. Jego pożywieniem w 84% są owoce i nasiona dwuliściennych. Obecność tych gryzoni można rozpoznać po charakterystycznie obgryzionych orzechach. Areał osobniczy samców i samic jest jednakowy, około 1,1 hektara. Nocą zwierzę może przewędrować do 2 km, czasem wychodząc na sawannę, lecz nie dalej niż na 80 m od skraju lasu deszczowego.
Rozmnażanie się tego gatunku stwierdzono w różnych miesiącach roku. Samice, które dożyją drugiego roku życia, mogą rodzić do czterech razy w roku, w miocie rodzi się tylko od 1 do 3 młodych.

## Populacja i zagrożenia
Skałoskakun piarżyskowy ma bardzo ograniczony zasięg występowania, który nie jest objęty ochroną. Niektóre badania wskazywały na wzrost jego liczebności, ale nie jest to pewne; ocenia się, że obecnie żyje mniej niż 1000 dorosłych osobników. Za najważniejsze zagrożenie uznawane jest niewłaściwe obchodzenie się z ogniem, co prowadzi do występowania pożarów i degradacji środowiska kluczowego dla tych zwierząt. Zwierzęta hodowlane mogą także wpływać na jakość dostępnego środowiska, chociaż wypasane na tych terenach bydło w małym stopniu korzysta ze skalistych siedlisk skałoskakunów. Na gryzonie te prawdopodobnie polują zdziczałe koty.
Międzynarodowa Unia Ochrony Przyrody obecnie uznaje skałoskakuna piarżyskowego za gatunek krytycznie zagrożony (ang. Critically Endangered – CR). Dla ochrony tego zwierzęcia potrzebne jest monitorowanie populacji i kontrola nad zagrożeniem pożarowym. Podjęte próby introdukcji tych zwierząt do Parku Narodowego Limmen zakończyły się niepowodzeniem.